# Folkston
Folkston es una ciudad ubicada en el condado de Charlton en el estado estadounidense de Georgia. En el censo de 2000, su población era de 2.178.

## Demografía
En el 2000 la renta per cápita promedia del hogar era de $21,840, y el ingreso promedio para una familia era de $32,375. El ingreso per cápita para la localidad era de $13,653. Los hombres tenían un ingreso per cápita de $26,302 contra $19,816 para las mujeres.

## Geografía
Folkston se encuentra ubicado en las coordenadas 30°50′4″N 82°0′17″O / 30.83444, -82.00472 (30.834437, -82.004829).
Según la Oficina del Censo, la localidad tiene un área total de 9,3 km² (3,6 mi²), de la cual 9,3 km² (3,6 mi²) es tierra y 0 km² (0 mi²) (0.00%) es agua.